# Взгляды Василия Тредиаковского на русский литературный язык
Представления Василия Кирилловича Тредиаковского о русском литературном языке претерпели существенные изменения в течение его жизни. В 1730—1740-е годы, после возвращения из Европы, Тредиаковский пытался сблизить принятый за литературную норму церковнославянский язык с живым разговорным русским языком. После 1740-х годов он изменил свои представления и стал считать, что литературный язык должен отличаться от разговорного. В этот период за основу литературного языка Тредиаковский взял церковнославянскую норму, поскольку, по его представлениям, именно церковнославянский язык являлся наследником древнегреческого и латинского и позволял в полной мере использовать метрическое и лексическое разнообразие классических языков. Взгляды Тредиаковского не были восприняты современниками, хотя он последовательно реализовывал их в собственном творчестве.

## 1730-е годы. Влияние французского пуризма
По мнению Б. Успенского, языковые эксперименты 1730—1740-х годов до некоторой степени предвосхитили работы круга карамзинистов, вплоть до провозглашения Тредиаковского их предтечей. Возможно, это свидетельствует, что Тредиаковский положил начало языковому процессу, который оформился и был более или менее признан только к концу XVIII века. Сходство между Тредиаковским и карамзинистами, по Б. Успенскому, заключалось в ориентации на западноевропейскую языковую и литературную ситуацию, которую необходимо перенести в Россию, организовав русский литературный язык по тому же типу. В основе лежало сближение разговорной и литературной нормы, что и было декларировано в предисловии к «Езде в остров Любви». Там же провозглашались апелляция ко вкусу как эстетический критерий (Тредиаковский ввёл в русский язык новое значение слова «вкус» («восприятие изящного») как семантическую кальку с фр. goût — «вкус (как еды, так и эстетический)») и протесты против «славянщины», которая препятствовала созданию языка, обслуживающего новые жанры, восходящие к новоевропейской литературе. Выходом было придание старым славянским корням новых значений, например, Тредиаковский попытался придать слову «образование» значение «воображение» по аналогии с лат. imaginatio или фр. imagination.
Западноевропейская культурная ситуация середины XVIII века, воспринятая Тредиаковским, противопоставляла «мёртвую» латынь и живые европейские языки. Эту ситуацию он целиком перенёс в Россию, но аналогом латыни стал церковнославянский язык, а его главным оппонентом — русский. В предисловии к «Военному состоянию Оттоманския империи» (1737) он писал:

Подлинно, что российский язык всё свое основание имеет на самом славенском языке; однако, когда праведно можно сказать, что францусской, или лучше италианской, не самой латинской язык, хотя и от латинского происходит; то с такоюж справедливостию надлежит думать, что российской язык не есть славенской: ибо как италианец не разумеет, когда говорят по-латински, так мало и славянин, когда говоря по-российски, а россианин, когда по-славенски.
Образцом для Тредиаковского до конца его дней оставалась Франция. Для поэзии и литературы вообще основой был Буало, тогда как в области лингвистики Василий Кириллович ориентировался на теории Вожела и его последователей — пуристов Французской Академии. По мнению В. Живова, немецким академикам — коллегам Тредиаковского — его программа должна была быть понятна и знакома, поскольку в германских землях с XVII века создавались Общества совершенствования языка. Однако его подход неизбежно был эклектическим, поскольку при усвоении европейского опыта было невозможно ограничиться каким-то одним его направлением. В этом плане показательна позиция Тредиаковского в отношении спора «старых» и «новых» — главного культурно-идеологического конфликта Франции эпохи классицизма. В рамках данного спора решался вопрос об отношении к античному наследию, а также проблемы соотношения традиции и разума, исторической преемственности и современности как основы мировоззрения. Позиция Тредиаковского в этом плане была совершенно непоследовательной: в «Эпистоле… к Аполлину» (1735) он прямо говорит о преимуществе современной французской поэзии перед античной, но к «Оде о сдаче города Гданска» годом ранее поместил перевод «Рассуждения об оде вообще» Буало (1693 года), направленного против Перро. По-видимому, сам он никаких неудобств от подобных противоречий не испытывал, поскольку воспринимал европейскую культуру комплексно, в синтезированном виде.

## После 1740-х годов
Во второй половине 1740-х годов взгляды Тредиаковского сильно поменялись, поскольку он признал языковую ситуацию в России несопоставимой с французской или немецкой (по Б. Успенскому, его позиция сопоставима с Шишковым). Объяснялось это следующими причинами: во-первых, проблема чистоты языка во Франции, развитая классицистами, имела значение со времени нормализации и стандартизации грамматического строя языка — то есть с XVII века. Напротив, в России именно усвоение классицистской доктрины чистоты языка стало исходным стимулом для составления грамматики и обработки лексики и фразеологии. Французская доктрина пуристов ориентировала литературный язык на идеализированную речь двора, причём язык парижских салонов должен был отличаться естественностью, непринуждённостью и лёгкостью, быть свободным от диалектной лексики, архаизмов (признаков отсталости от моды) и латинизмов (ассоциирующихся с речью судейских). Это было удобно для русских классицистов, которым предстояло перенести эту рубрикацию к материалу родного языка. Однако в России не было ни сложившегося речевого употребления двора, ни общепринятой литературной традиции, ни вообще принципиальных ориентиров, которые французским пуризмом предполагались как естественные.
В результате Тредиаковский признал необходимость дистанции между литературным и книжным языком, то есть вернулся в русло существовавшей в то время славяно-русской диглоссии. Причиной этого были особенности русского религиозного сознания, которое отличалось от сознания западных культурных элит. Уже в XVII веке в Европе в среде культурной элиты богослужение воспринималось как застывшая ритуальная форма, не имеющая отношения к совершенствованию общества и самосовершенствованию, то есть оно вытеснялось на периферию культурной жизни. В проповеди же национальные языки утвердились ещё в конце Средневековья, а с XVII века во Франции на национальном языке уже была создана обширная богословская и историко-церковная литература. В России эпохи Петра и Елизаветы, даже подвергшейся сильнейшему западному влиянию, богослужение воспринималось совершенно по-другому, и в духовной сфере церковнославянский язык оставался основным, а русский лишь сосуществовал с ним. Поэтому протестантский немецкий вариант полного отказа от латыни и перевода Библии и богослужения на немецкий язык, на который ориентировался Ломоносов, для середины XVIII века был неприемлем. В ситуации гражданской культуры литературный язык следовало воссоздать заново. Тредиаковский предложил объединить старый книжный и новый литературный язык, чтобы можно было превратить его в нечто единое. Литературный («славенороссийский») язык Тредиаковский понимал как искусственный книжный язык, который конструируется, отталкиваясь от разговорного, что и вызывало многочисленные эксперименты. Здесь вновь проявилась характерная для Тредиаковского инновация в формах при сугубом идеологическом традиционализме. Светский литературный язык он противопоставлял как «российскому» (разговорному), так и церковнославянскому, но с ориентацией на последний. Церковнославянский язык Тредиаковский провозгласил мерой чистоты русского языка и в предисловии к «Телемахиде» фактически провозгласил переход на позиции архаизации и пуризма.
Поскольку в поздние годы Тредиаковский провозгласил единую природу церковнославянского и русского языков, то, ориентируя последний на церковнославянскую норму, он фактически порвал с образцовыми французскими пуристами, которые настаивали на простоте и естественности в «обработанном» языке. Отказался он и от живой речи как источника языка, поскольку источником церковнославянского языка являются письменные памятники, что парадоксально укладывалось в европейские теории, дававшие приоритет образцовым авторам перед разговорным употреблением. Образцом для Тредиаковского становятся богослужебные книги, и, отталкиваясь от них, он критиковал Сумарокова, который «мало бывает в церькве на великих вечернях, на всенощных бдениях». В соответствии с этим новым восприятием, церковная традиция стала для Тредиаковского хранительницей не только чистой веры, но и чистого славянского языка, который был приравнен им к античным.
Свои взгляды Тредиаковский пытался последовательно реализовывать на практике в своих переводах и теоретических трудах. Это вызвало «литературную войну» с Ломоносовым и Сумароковым, которая шла большую часть 1750-х годов, и в которой Тредиаковский проиграл. По словам П. Бухаркина, Тредиаковский, «безусловно, являлся предтечей новой русской литературы, но он интересен сам по себе и вне порождённого им, и пошедшего по другим путям литературного течения. Он предложил самобытный, хотя и имеющий многочисленные западные параллели, проект развития русского языка и литературы, который был отвергнут современниками и ближайшими потомками, и был в полной мере воспринят лишь эстетическим сознанием XX века».